# Bitwa pod Vouillé
Bitwa pod Vouillé (Campus Vocladeus) w pobliżu Poitiers – starcie zbrojne, które miało miejsce w roku 507 w trakcie wojny Franków z Wizygotami. Miejsce bitwy jest dzisiaj kwestią sporną (według najnowszych badań jest nim rejon dzisiejszego Voulon - Campus Vocladeus). Zwolennicy umiejscawiania bitwy pod Vouillé stosują też średniowieczną nazwę Vouglé.

## Tło historyczne
Po zwycięstwie merowińskich Franków nad Alamanami w bitwie pod Strasburgiem w roku 506, które ostatecznie położyło kres politycznej autonomii alamańskiej, Frankowie podjęli decyzję dalszej ekspansji terytorialnej w kierunku wschodnim. Celem Franków stały się Recja (Raetia prima in Chur) należąca do królestwa Ostrogotów a także Raetia secunda (Augsburg). Król Ostrogotów Teodoryk Wielki podejmując wszelkie środki ostrożności, zebrał nad Górnym Renem swoją armię, chcąc zabezpieczyć się przed najazdem Franków. Król Franków Chlodwig I nie zdecydował się jednak uderzyć na Ostrogotów, podejmując marsz na południe od Loary, stanowiącej ówcześnie granicę pomiędzy królestwem Franków i Wizygotami.
Po otrzymaniu informacji o pochodzie Franków na południe Teodoryk rozesłał swoich posłańców do Burgundii, Turyngii oraz do germańskich Herulów i Warnów, których zachęcał do wystąpienia zbrojnego przeciwko Frankom. Nie zdawał sobie jednak sprawy z tego, że już przed osłabieniem pozycji Burgundów i Alamanów Chlodwig spotkał się z największym wrogiem Teodoryka cesarzem wschodnio-rzymskim Anastazjuszem I. Zaowocowało to uwikłaniem armii Ostrogotów w walki z Bizantyjczykami w rejonie Belgradu. Tak zabezpieczony w roku 507 Chlodwig wypowiedział Wizygotom wojnę religijną skierowaną przeciwko arianom.

## Bitwa
Miejsce bitwy stanowił równoboczny trójkąt o wymiarach 3 × 18 km i powierzchni około 140 km kw. Po jego południowo-zachodniej stronie znajdowały się miejscowości Voulon oraz Aché, po stronie północno-zachodniej Ecke Vivône (dzisiaj Vivonne), a po stronie wschodniej Gencay. Pole bitwy opływały rzeki: od strony zachodniej pomiędzy Voulon a Vivônne- rzeka Clain, od północnego wschodu między Gencay a Vivônne - rzeka Clouère.
Podobnie jak 9 lat wcześniej Frankowie wyruszyli z Tours w kierunku Bordeaux. W odległości około 17 km na północny zachód od Poitiers w rejonie Vouillé (lub Voulon - 25 km na południe od Poitiers) wojska Franków natknęły się na siły Wizygotów pod wodzą Alaryka II. W wyniku walki Frankowie odnieśli pełne zwycięstwo, a Alaryk padł z ręki Chlodwiga. Po śmierci wodza resztki Wizygotów wycofały się z powrotem na południe.
Po wkroczeniu do Bordeaux, Frankowie spędzili tam nadchodzącą zimę. Wiosną 508 r. Chlodwig wysłał swojego syna Teuderyka I z misją zdobycia Auvergne. Sam natomiast porozumiał się z Burgundami, którzy mieli wkrótce zdobyć stolicę Wizygotów Toulouse. Pomimo tych sukcesów galijskie wybrzeże Morza Śródziemnego pozostało w rękach Wizygotów, do chwili przejęcia tam władzy przez wodza Ostrogotów Teodoryka Wielkiego.
Wynik bitwy zmusił Wizygotów do wycofania się do Hiszpanii, gdzie panowali jeszcze przez okres 200 lat, aż do chwili gdy zostali pokonani przez Arabów.

## Literatura
- Eugen Ewig: Die Merowinger und das Frankenreich, Stuttgart u.a. 1993.
- Herwig Wolfram: Die Goten, München 2001.